# Silke Spiegelburg
Silke Spiegelburg (Georgsmarienhütte, 17 maart 1986) is een Duitse polsstokhoogspringster. Ze is meervoudig Duits kampioene en heeft zowel het Duitse indoor- als outdoorrecord in handen. Ze vertegenwoordigde Duitsland op verschillende internationale wedstrijden. In totaal nam ze driemaal deel aan de Olympische Spelen, maar won hierbij geen medailles.

## Biografie

### Jeugd en eerste successen
Silke Spiegelburg stamt uit een sportief gezin. Zij wordt onder meer getraind door haar vader Ansgar Spiegelburg, terwijl zij drie broers heeft die eveneens aan polsstokhoogspringen hebben gedaan. Hiervan is Richard Spiegelburg de bekendste, die bij het polsstokhoogspringen een persoonlijk record heeft staan van 5,85, gesprongen in 2001.
Haar eerste succes boekte Spiegelburg in 2001 met het winnen van het onderdeel polsstokhoogspringen bij de wereldkampioenschappen voor B-junioren. Twee jaar later werd ze met 4,15 m polsstokkampioene bij de junioren tijdens de Europese jeugdkampioenschappen in de Finse stad Tampere.

### Olympisch debuut en wereldjeugdrecord
Bij haar olympisch debuut in 2004 eindigde ze op een dertiende plaats. Het jaar erna werd Spiegelburg in eigen land voor de eerste maal kampioene bij de senioren. Daarnaast prolongeerde zij in het Litouwse Kaunas haar Europese juniorentitel, dit keer met een sprong over 4,35. Een maand later, op 26 augustus 2005, kwam zij in Münster tot een hoogte van 4,48, waarmee zij het wereldjeugdrecord van Jelena Isinbajeva verbeterde.
Bij de wereldindoorkampioenschappen van 2006 in Moskou werd Spiegelburg met 4,30 achtste, waarna zij die zomer eerst haar nationale titel prolongeerde, om vervolgens op de Europese kampioenschappen in Göteborg met een sprong over 4,50 bij het polsstokhoogspringen de zesde plaats voor zich op te eisen. Een teleurstelling volgde een jaar later op de wereldkampioenschappen in Osaka, waar zij er in de finale niet in slaagde om haar aanvangshoogte te overbruggen.

### Zevende bij tweede olympisch optreden
Op 11 juli 2008 verbeterde Silke Spiegelburg bij de Golden Gala-League-Meeting in Rome allereerst haar PR tot 4,70, alvorens zich op de Olympische Spelen van 2008 in Peking ten opzichte van vier jaar eerder met 4,65 te verbeteren en zevende te worden. Later dat jaar won ze de wereldatletiekfinale in Stuttgart met een beste poging over 4,70, tevens een evenaring van haar PR.
Het jaar 2009 begon Spiegelburg goed met het winnen van de Duitse indoorkampioenschappen en een zilveren medaille op de Europese indoorkampioenschappen in Turijn. Na in de zomer die volgde voor de vierde keer ook buiten opnieuw nationaal kampioene te zijn geworden, behaalde zij daarna op de WK in Berlijn een vierde plaats. Ze sprong net als de zilverenmedaillewinnaressen Chelsea Johnson en Monika Pyrek over 4,65, maar had hiervoor één poging meer nodig.

### Tweemaal zilver op EK
In 2010 wist Spiegelburg, nadat zij daar in 2009 niet in was geslaagd, haar outdoor-PR te verbeteren, zij het dat het deze keer met slechts een centimeter werd bijgesteld tot 4,71. Nadat zij kort daarna voor de vijfde keer Duits kampioene was geworden, bewees zij vervolgens op de EK in Barcelona dat haar zilveren medaille van de EK indoor in 2009 geen toevalstreffer was geweest, want ook nu veroverde zij het zilver. Dit keer was alleen de Russin Svetlana Feofanova te sterk voor de Duitse.
In het jaar dat volgde bracht Spiegelburg eerst haar indoor-PR op 4,76, waarna zij op de EK indoor in Parijs met 4,75 alweer zilver oogstte, ditmaal achter de Poolse Anna Rogowska, die met een sprong over 4,85, een Pools record, de titel voor zich opeiste. Succes had Spiegelburg dat jaar in de Diamond League, waar zij door twee overwinningen en twee tweede plaatsen bij het polsstokhoogspringen de eindzege naar zich toehaalde, die gepaard ging met een vier-karaats diamant ter waarde van ongeveer $80.000.

### OS 2012: vierde
In 2012 was Spiegelburg het jaar begonnen met een verbetering van haar indoor-PR naar 4,77, een nationaal record. Tijdens de WK indoor in Istanboel werd zij vervolgens vierde in een wedstrijd die door Jelena Isinbajeva werd gewonnen. Wel ging dat jaar in de Diamond League bij het polsstokhoogspringen voor het tweede achtereenvolgende jaar de eindoverwinning naar de Duitse, die daarmee een tweede diamant rijker werd. Daarbij had zij tijdens de Herculis-meeting in Monaco in juli met een sprong over 4,82 niet alleen zichzelf aanzienlijk verbeterd, maar ook een Duits outdoorrecord gevestigd.
Zowel op de EK in Helsinki als op de Olympische Spelen van 2012 in Londen wist ze deze prestaties echter niet te benaderen. In beide gevallen plaatste ze zich weliswaar voor de finale, maar moest ze zowel in Helsinki met 4,50 als in Londen met 4,65 genoegen nemen met een vierde plaats. De Europese titel werd met 4,60 opgeëist door de Tsjechische Jiřina Ptáčníková, terwijl de olympische titel naar de Amerikaanse Jennifer Suhr ging, die een beste poging van 4,75 afleverde.

### Alweer vierde
Een jaar later viel Silke Spiegelburg voor de vierde achtereenvolgende maal net buiten de prijzen op een groot toernooi; tijdens de WK in Moskou werd zij met 4,75 alweer vierde. Wereldkrecordhoudster Jelena Isinbajeva greep de kans om in eigen land de wereldtitel te heroveren, met beide handen aan en werd kampioene met 4,89, daarbij ook olympisch kampioene Jennifer Suhr achter zich latend, die met 4,82 tweede werd, gevolgd door de Cubaanse Yarisley Silva met dezelfde hoogte. Genoegdoening voor de in Moskou geleden nederlaag vond de Duitse vervolgens door tijdens de Weltklasse Zürich-meeting met een beste seizoensprestatie van 4,79 het polsstokhoogspringen te winnen en daarbij niet alleen Yarisley Silva te verslaan, maar ook voor de derde achtereenvolgende maal in haar specialiteit de eindzege in de Diamond League-serie voor zich op te eisen.
In 2014 werd Spiegelburg met een sprong over 4,61 voor de derde maal Duits indoorkampioene, waarna zij op de WK indoor in Sopot met 4,65 als zevende eindigde. Yarisley Silva werd hier kampioene.
Tot 2005 was Spiegelburg aangesloten bij TV Lengerich, maar stapte in 2006 over naar TSV Bayer 04 Leverkusen.

## Titels
- Duits kampioene polsstokhoogspringen - 2005, 2006, 2007, 2009, 2010, 2012
- Duits indoorkampioene polsstokhoogspringen - 2009, 2012, 2014
- Europees jeugdkampioene polsstokhoogspringen - 2003, 2005
- Wereldkampioene polsstokhoogspringen voor B-junioren - 2001

## Persoonlijke records
| Onderdeel                      | Prestatie   | Datum           | Plaats     |
| ------------------------------ | ----------- | --------------- | ---------- |
| polsstokhoogspringen (outdoor) | 4,82 m (NR) | 19 juli 2012    | Monaco     |
| polsstokhoogspringen (indoor)  | 4,77 m (NR) | 15 januari 2012 | Leverkusen |

## Palmares

### polsstokhoogspringen
Kampioenschappen
- 2001:  WK voor B-junioren - 4,00 m
- 2003: 8e WJK - 3,90 m
- 2003:  EJK - 4,15 m
- 2004:  Duitse kamp. - 4,40 m
- 2004: 13e OS - 4,20 m
- 2005:  Duitse kamp. - 4,40 m
- 2005:  EJK - 4,35 m
- 2006:  Duitse indoorkamp. - 4,45 m
- 2006: 8e WK indoor - 4,30 m
- 2006:  Duitse kamp. - 4,55 m
- 2006: 6e EK - 4,50 m
- 2006: 6e Wereldatletiekfinale - 4,50 m
- 2007: 5e EK indoor - 4,48 m
- 2007:  Duitse kamp. - 4,50 m
- 2007: NM WK (in kwal. 4,55 m)
- 2007: 7e Wereldatletiekfinale - 4,60 m
- 2008:  Duitse kamp. - 4,50 m
- 2008: 7e OS - 4,65 m
- 2008:  Wereldatletiekfinale - 4,70 m
- 2009:  Duitse indoorkamp. - 4,71 m (NR)
- 2009:  EK indoor - 4,75 m
- 2009:  Europese teamkamp. - 4,60 m
- 2009:  Duitse kamp. - 4,65 m
- 2009: 4e WK - 4,65 m
- 2009: 6e Wereldatletiekfinale - 4,40 m
- 2010:  Duitse kamp. - 4,65 m
- 2010:  EK - 4,65 m
- 2011:  EK indoor - 4,75 m
- 2011:  Duitse kamp. - 4,60 m
- 2011: 9e WK - 4,65 m
- 2012:  Duitse indoorkamp. - 4,57 m
- 2012: 4e WK indoor - 4,65 m
- 2012:  Duitse kamp. - 4,70 m
- 2012: 4e EK - 4,50 m
- 2012: 4e OS - 4,65 m
- 2013:  Duitse kamp. - 4,50 m
- 2013: 4e WK - 4,75 m
- 2014:  Duitse indoorkamp. - 4,61 m
- 2014: 7e WK indoor - 4,65 m
- 2015:  Duitse kamp. - 4,45 m
- 2015: 9e in kwal. WK - 4,45 m

Golden League-podiumplekken
- 2008:  Golden Gala – 4,70 m
- 2009:  Memorial Van Damme – 4,70 m

Diamond League-overwinningen
- 2010: Qatar Athletic Super Grand Prix – 4,70 m
- 2011: Shanghai Golden Grand Prix – 4,55 m
- 2011: British Grand Prix – 4,66 m
- 2011:  Eindzege Diamond League
- 2012: Herculis – 4,82 m
- 2012: Memorial Van Damme – 4,75 m
- 2012:  Eindzege Diamond League
- 2013: Bislett Games – 4,65 m
- 2013: DN Galan – 4,69 m
- 2013: Weltklasse Zürich – 4,79 m
- 2013:  Eindzege Diamond League

- Gemeinsame Normdatei: 1123598622
- World Athletics: 14279851
- Virtual International Authority File: 141148523887120970006